# Maggie O'Farrell
Maggie O'Farrell, RSL (nascida em 27 de maio de 1972), é uma romancista da Irlanda do Norte. Seu aclamado primeiro romance, After You'd Gone, ganhou o Betty Trask Award, e um posterior, The Hand That First Held Mine, o Costa Novel Award de 2010. Desde então, ela foi indicada duas vezes para o Costa Novel Award: para Instructions for a Heatwave em 2014 e This Must Be The Place em 2017. Ela apareceu nos Waterstones 25 Authors for the Future. Seu livro de memórias I am, I am, I am: Seventeen Brushes with Death alcançou o topo da lista de best-sellers do Sunday Times. Seu romance Hamnet ganhou o Women's Prize for Fiction em 2020, e o prêmio de ficção no National Book Critics Circle Awards de 2020.

## Início da vida e carreira
O'Farrell nasceu em Coleraine no Condado de Londonderry, Irlanda do Norte, e cresceu no País de Gales e na Escócia. Aos oito anos ela foi hospitalizada com encefalite e perdeu mais de um ano de escola. Esses eventos são contados em The Distance Between Us e descritos em seu livro de memórias de 2017 , I Am, I Am, I Am. Ela sofria de uma gagueira pronunciada durante sua infância e adolescência. Ela foi educada na North Berwick High School e na Brynteg Comprehensive School, e depois em New Hall, University of Cambridge (agora Murray Edwards College), onde leu Literatura Inglesa.
O'Farrell afirmou que bem na década de 1990, ser irlandês na Grã-Bretanha poderia ser difícil: "Costumávamos ouvir piadas irlandesas sem parar, até mesmo de professores. Se eu tivesse que soletrar meu nome na escola, os professores diriam coisas como: 'Ah, sua família é do IRA?' Os professores diriam isso para uma criança de 12 anos na frente de toda a classe.... Eles acharam hilário dizer: 'Ha ha, seu pai é um terrorista'. Não foi nada engraçado.... Eu gostaria de poder dizer que é [menos comum hoje] porque as pessoas são menos racistas, mas acho que há novos imigrantes que estão entendendo agora." No entanto, não até Instruções para uma onda de calor de 2013, os assuntos irlandeses se tornaram parte de seu trabalho.
O'Farrell trabalhou como jornalista, tanto em Hong Kong quanto como vice-editor literário do The Independent on Sunday em Londres. Ela também ensinou redação criativa na Universidade de Warwick em Coventry e no Goldsmiths College em Londres. Ela morou na Irlanda, País de Gales, Escócia, Hong Kong e Itália. Ela agora mora em Edimburgo.

## Livros
Os numerosos romances de sucesso de O'Farrell, incluindo The Hand that First Held Mine, vencedor do prêmio Costa, receberam ampla aclamação da crítica. Seus livros foram traduzidos para mais de 30 idiomas. Seu romance Hamnet, baseado na vida da família de Shakespeare, foi publicado em 2020. O romance faz uma ligação entre a morte de Hamnet, filho de onze anos do escritor, e a escrita da peça Hamlet.
Seu livro de memórias de 2017, I Am, I Am, I Am: Seventeen Brushes with Death, trata de uma série de experiências de quase morte que ocorreram com ela e seus filhos. É um livro de memórias contado não cronologicamente, com cada capítulo encabeçado pelo nome da parte do corpo afetada na experiência.
Em 2022, publicou O Retrato de Um Casamento, romance baseado na curta vida de Lucrezia de' Medici, que pode ou não ter sido envenenada pelo marido, Afonso II, Duque de Ferrara. O'Farrell disse que teve a ideia do romance depois de ver o retrato de Lucrezia, atribuído a Agnolo Bronzino, e da leitura do poema de Robert Browning, My Last Duchess, no qual Lucrezia faz uma aparição breve, silenciosa e sem nome.
Ela também escreveu dois livros ilustrados para crianças, Where Snow Angels Go e The Boy Who Lost His Spark, ambos ilustrados por Daniela Jaglenka Terrazzini.

### Romances
- After You'd Gone (2000)
- My Lover's Lover (2002)
- The Distance Between Us (2004)
- The Vanishing Act of Esme Lennox (2007)
  - O desaparecimento de Esme Lennox
- The Hand that First Held Mine (2010)
- Instructions for a Heatwave (2013)
  - Instruções para uma onda de calor
- This Must be the Place (2016)
- Hamnet (2020), Tinder PressISBN 978-1-4722-2379-1
- The Marriage Portrait (2022), Tinder PressISBN 978-1-4722-2384-5

### Autobiografia/Memórias
- I Am, I Am, I Am: Seventeen Brushes with Death (2017)